# Philippe-Antoine Merlin de Douai
Pour les articles homonymes, voir Merlin (homonymie) et Douai (homonymie).
Philippe-Antoine Merlin, né le 30 octobre 1754 à Arleux (actuel département du Nord) et mort le 26 décembre 1838 à Paris, est un juriste et homme politique de la Révolution française, du Consulat et du Premier Empire. Il est surnommé Merlin de Douai pour être distingué de son collègue à la Convention Merlin de Thionville, député de la Moselle.
Jurisconsulte sous l'Ancien régime, il est député aux états généraux de 1789, à l'Assemblée nationale constituante (1789-1791), puis à la Convention nationale (1792-1795), au cours de laquelle il vote la mort du roi déchu Louis XVI (janvier 1793) et participe à  rédaction de la loi des suspects, un des fondements de la Terreur (septembre 1793-juillet 1794).
Sous le régime du Directoire (1795-1799), il est un des cinq directeurs, assurant à deux reprises la présidence de ce collège détenant le pouvoir exécutif. Sous le règne de l'empereur Napoléon Ier, il est fait comte d'Empire. Contraint à l'exil à la Restauration (1815) en tant que conventionnel « régicide », il rentre en France après la révolution de 1830 et l'avènement de Louis-Philippe d'Orléans, fils du régicide Philippe-Égalité.

## Biographie

### Origines familiales et formation
Philippe-Antoine Merlin nait dans le village d'Arleux, qui fait partie de la province du Cambrésis jusqu'à la création des départements par l'Assemblée nationale constituante (mars 1790).
Il est le fils d'un cultivateur aisé de la paroisse d'Arleux.
Il fait des études secondaires au collège d'Anchin à Douai, origine de son surnom ultérieur « Merlin de Douai ». Il suit ensuite des cours de droit à l'université de Douai, notamment ceux de Pierre Joseph Simon de Maibelle, son collègue aux états généraux.

### Carrière sous l'Ancien Régime
Il se fait recevoir avocat au parlement de Flandres (21 juillet 1775).
En 1782, il achète un office anoblissant de secrétaire du roi.
Il ne tarde pas à acquérir de la réputation comme jurisconsulte, notamment lorsqu'il obtient la clientèle de la riche abbaye d'Anchin. « Levé à quatre heures du matin, écrit François-Auguste Mignet, il ne quittait son cabinet que pour aller aux audiences du palais et il ne terminait sa journée qu'après avoir achevé tout son travail. Ces habitudes laborieuses, auxquelles il a été fidèle le reste de sa vie, lui permirent d'étudier sérieusement les diverses législations qui régissaient la vieille France. »
Collaborateur au dictionnaire de droit du jurisconsulte Joseph-Nicolas Guyot publié sous le titre de Répertoire universel et raisonné de jurisprudence en matière civile, criminelle, canonique et bénéficiale, il voit bientôt son renom s'étendre à toute la France. Il entreprend de surcroît avec Jean-Baptiste Treilhard, Pierre Paul Nicolas Henrion de Pansey et Raymond de Sèze un Traité des offices destiné à remplacer celui de Charles Loyseau, vieux de deux cents ans.
Avocat, il assure la défense de Beaumarchais et de Jean-Baptiste Mercier Dupaty dans deux procès célèbres de cette époque.
Il est nommé membre de son conseil d'apanage par le duc d'Orléans (Philippe-Égalité).

### Élection et mandat aux états généraux (5 mai-9 juillet 1789)
En 1788, Louis XVI convoque les états généraux pour le mois de mai 1789. Les derniers états généraux du royaume de France datent de 1614, durant la minorité de Louis XIII.
Les élections et la rédaction des cahiers de doléances ont lieu au début de 1789. Philippe-Antoine Merlin est élu représentant du tiers état du bailliage de Douai et Orchies, aux côtés d'un autre député du tiers état, d'un député de la noblesse et d'un député du clergé.
Les états généraux (1144 députés au total) se réunissent pour leur première séance le 5 mai 1789 au château de Versailles.
Le 9 juillet, après un conflit de plusieurs semaines, Louis XVI accepte leur transformation en Assemblée nationale constituante : c'est la fin de l'Ancien Régime, fondé sur le pouvoir absolu du roi. Le 14 juillet, la prise de la Bastille marque le début de la Révolution française.

### Mandat à l'Assemblée constituante (9 juillet 1789-30 septembre 1791)

#### Jusqu'à la crise de juin 1791 (fuite de Varennes)
Il siège dans la majorité des partisans de la monarchie constitutionnelle, brille peu à la tribune de la Constituante, mais joue néanmoins un rôle actif dans cette assemblée, notamment comme auteur du rapport sur le régime féodal.
Le principe de l'abolition de ce régime est proclamé dès la nuit du 4 août 1789, mais il reste encore à poursuivre et à régler ses conséquences, à provoquer, à rédiger les mesures particulières concernant chaque province : c'est la tâche que remplit Merlin. Il présente également la législation nouvelle sur la chasse, fait rendre divers décrets sur le droit de triage[réf. nécessaire], sur le système seigneurial.
Membre du comité d'aliénation des biens nationaux, il travaille sur la vente des biens nationaux, notamment les biens de l'Église nationalisés en 1790.
Il fait aussi partie du comité de constitution où il préconise l'application du principe d'égalité aux lois qui régissent la famille (en particulier en ce qui concerne l'héritage). Il est rapporteur de la loi sur les successions ab intestat et fait voter l'abolition du droit d'aînesse et de masculinité, consacrer le partage égal entre les héritiers du même degré, et admettre la représentation sans limite en ligne directe et jusqu'aux neveux inclusivement en ligne collatérale. Il est à l'origine de la suppression des droits de bourgeoisie et d'habitation, ainsi que du retrait lignager, qui, permettant aux cohéritiers de garder certaines terres, au plus proche parent d'en revendiquer ou d'en racheter d'autres, paralysaient le mouvement des propriétés.
En même temps, il s'attache à répandre les théories nouvelles, à en expliquer les points délicats et à en démontrer les avantages dans un recueil périodique[réf. nécessaire] consacré aux plus hautes matières du droit et de la jurisprudence. Ses rapports à l'Assemblée constituante peuvent être considérés comme de véritables modèles de science, de netteté et de profondeur[réf. nécessaire].
En mai 1791, il vote en faveur du rattachement du Comtat Venaissin à la France.
Parallèlement à son mandat, il fréquente le club des jacobins, mais reste attaché au système de la monarchie constitutionnelle, même après la tentative de fuite du roi en juin 1791.

#### Après la tentative de fuite du roi (juin 1791)
Après l'arrestation du roi à Varennes et son retour à Paris en tant que prisonnier, l'Assemblée est confrontée à un problème difficile : Louis XVI peut-il rester roi des Français ? 
L'aile la plus radicale du club des Jacobins (Robespierre) est favorable à sa destitution, soutenue par la majorité des sans-culottes parisiens. Merlin fait au contraire partie de ceux qui veulent le maintien de Louis XVI sur le trône, parti dont le chef est alors La Fayette, commandant en chef de la Garde nationale. La majorité de l'assemblée opte pour le maintien (ce qui aboutit à la crise du 17 juillet 1791, lorsque les manifestants républicains du Champ de Mars sont mitraillés par la Garde nationale).
Merlin combat aussi la motion de Robespierre visant à rendre les constituants inéligibles à certaines fonctions et à les priver du droit de se faire élire députés à l'assemblée à venir. Mais, malgré un discours dans lequel Merlin s'écrie : « Je crains qu'une nouvelle législature ne change la Constitution, et que, si elle ne la change pas, elle la laisse périr », la motion de Robespierre est adoptée.
Élu le 4 septembre 1791 président d'un tribunal d'arrondissement de Paris et du tribunal criminel du Nord, Merlin opte pour ce dernier poste. Il rentre à Douai lorsque l'Assemblée nationale constituante s'achève (30 septembre 1791) et occupe son poste de président jusqu'en septembre 1792.

### Mandat à la Convention (20 septembre 1792-25 octobre 1795)

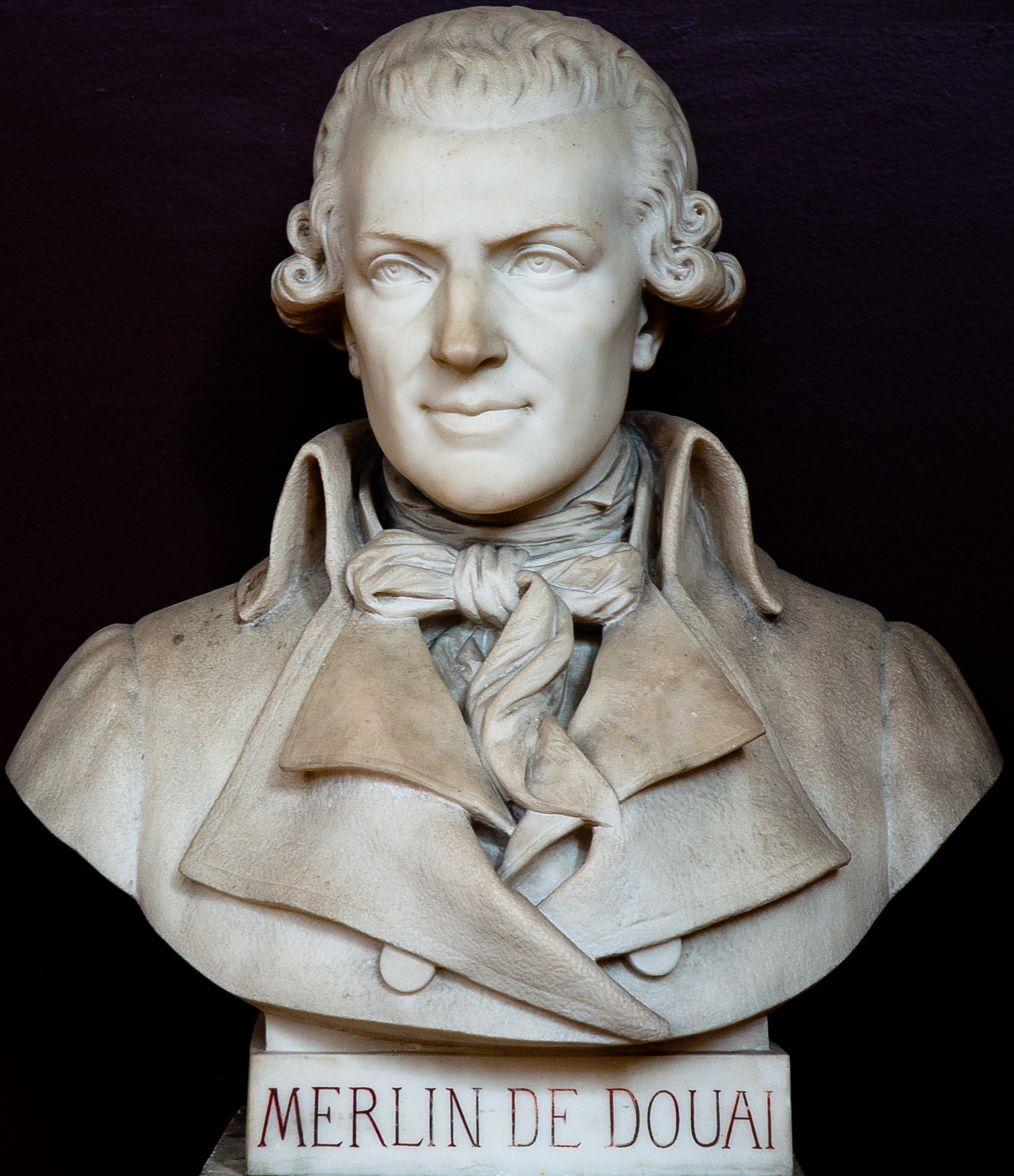
Buste de Merlin de Douai.

#### Mise en place de la Convention
Le mandat de l'Assemblée législative est marqué par l'aggravation de la crise politique, renforcée par l'entrée en guerre de la France contre l'Autriche le 20 avril 1792. Situé à la frontière des Pays-Bas autrichiens, le département du Nord est directement menacé par la guerre (Lille sera assiégée en septembre-octobre 1792).
Les revers des armées françaises aboutissent à la chute de la monarchie à la suite de la journée révolutionnaire du 10 août 1792 : les bataillons de fédérés bretons et marseillais (de passage à Paris avant de gagner les champs de bataille) et les insurgés des faubourgs de Paris s'emparent du palais des Tuileries. Louis XVI, réfugié à l'Assemblée, est destitué puis incarcéré à la tour du Temple avec sa famille. L'Assemblée législative décide la tenue d'élections pour une nouvelle assemblée constituante : la Convention nationale.
En septembre, Merlin est élu député du Nord à la Convention, premier sur douze. La première séance a lieu le 21 septembre. Merlin siège sur les bancs de la Plaine, c'est-à-dire qu'il ne se rallie franchement, comme la majorité des députés, ni aux montagnards (Robespierre, Danton, Desmoulins, Marat), ni aux girondins (Brissot, Vergniaud, Condorcet). Dans l'ensemble, ce sont les girondins, qui ont déjà gouverné sous la Législative, qui dominent l'assemblée dans un premier temps.
La première grande mesure prise est l'abolition de la monarchie (22 septembre).

#### Période du gouvernement des girondins (septembre 1792-mai 1793)
En octobre, il dénonce la conduite suspecte du général Arthur Dillon et appuie sa mise en accusation.
Au cours de l'automne, il est envoyé en mission aux côtés d'Armand-Gaston Camus, Georges Jacques Danton, Jean-François Delacroix, Eugène Gossuin et Jean-Baptiste Treilhard, à l'armée du Nord, sous le commandement de La Fayette, et où se trouve aussi Louis-Philippe d'Orléans, fils de Philippe-Égalité. Dans l'ensemble, la Convention se méfie de ces deux hommes (qui déserteront en mars 1793, sans toutefois passer à l'ennemi).
Merlin est brièvement inculpé dans l'affaire des papiers de l'armoire de fer découverte en décembre 1792 aux Tuileries, mais il se parvient à écarter les soupçons que certains ont contre lui.
Lors du verdict du procès de Louis XVI, il vote la mort, sans appel au peuple et sans sursis à l'exécution, s'alignant ainsi sur le point de vue des montagnards, alors que les girondins sont pour l'appel et le sursis (c'est leur première défaite, pas la dernière)..
En avril 1793, il s'abstient lors de la mise en accusation de Jean-Paul Marat, demandée par les girondins, déclarant qu'il n'émettra « point de voix jusqu'à l'impression du rapport d'accusation » (Marat, mis en accusation, est acquitté par le tribunal révolutionnaire). En mai, il est absent lors du scrutin sur le rétablissement de la Commission des Douze.
Merlin est de nouveau envoyé en mission à la fin d'avril 1793, auprès de l'armée des côtes de Brest, aux côtés de d'Alquier, de Gillet et de Sevestre.

#### Période du gouvernement des montagnards et de la Terreur (juin 1793-juillet 1794)
Les girondins sont renversés le 2 juin 1793 et nombre d'entre eux seront exécutés (ou se suicideront) dans les semaines suivantes. Le gouvernement est pris en main par Robespierre et Saint-Just, appuyés par le Comité de salut public dont ils font partie, où se trouvent notamment Lazare Carnot et Bertrand Barère. La Terreur est « mise à l'ordre du jour », alors que la situation militaire est gravissime : les insurgés vendéens ont failli prendre Nantes (fin juillet) et les armées françaises ont contre elles de nombreux pays (première coalition) en plus de l'Autriche et de la Prusse (Royaume-Uni, Espagne, Piémont-Sardaigne, Provinces-Unies, Portugal).
Le 17 septembre 1793, il est le rapporteur du comité sur le mode d'exécution du décret du 12 août 1793, relatif à l'arrestation des suspects. Le premier projet qu'il a lu à la tribune, le 31 août, sur cette question, avait été improuvé par la Montagne. Il en présenta un second qui n'est pas conforme, a-t-on dit[réf. nécessaire], à son opinion personnelle, et qui est converti en loi le 17 septembre : la loi des suspects, dont il règle aussi l'exécution.
On ne lui doit pas en revanche la préparation de la loi de Prairial an II (10 juin 1794), proposée par Georges Couthon et appuyée par Robespierre.
Ses motions, comme membre du comité de législation, relatives à l'institution des jurés, au transport des tribunaux criminels, à la nullité des jugements en matière civile, aux mandats d'amener, aux faux témoins, aux délits militaires, au jugement des contumaces, etc., furent également adoptées.

#### Période du gouvernement des thermidoriens (27 juillet 1794-25 octobre 1795)
Pourtant, Merlin n'aime pas le parti montagnard. Il concourt avec empressement, de même que son ami et collègue Merlin de Thionville, à la chute de Robespierre (27 juillet 1794/9 Thermidor an II). Il va être un « Thermidorien » convaincu.
Président de la Convention quelques jours après le 9 Thermidor, il est porté par les vainqueurs (Tallien, Barras, Fouché) au comité de salut public, dont il ne cesse presque plus de faire partie jusqu'à la fin de la session.
Il a la tâche de réorganiser le tribunal révolutionnaire et de dissoudre l'administration de la commune de Paris, et pousse de tout son pouvoir l'assemblée dans les voies de la réaction : dans son zèle thermidorien, il va jusqu'à annoncer un jour à ses collègues que « le pape et Pitt étaient désespérés de la mort de Robespierre. »
Le 20 brumaire[pas clair], il demande la fermeture du club des Jacobins : l'assemblée ayant passé à l'ordre du jour, Merlin revient à la charge et déclare que si la Convention a passé à l'ordre du jour, c'est parce que la clôture d'un club est un acte de gouvernement et non une mesure législative : alors il persuade les comités assemblés dans la nuit de faire fermer les Jacobins sous leur responsabilité. Il en signe le premier l'ordre, qui est exécuté une heure après.
Il propose ensuite de réintégrer dans tous leurs droits les 75 députés qui ont dénoncé les journées du 31 mai et du 2 juin 1793.
Il exerce aussi, au comité de salut public, une grande influence sur le département des affaires extérieures : il entame des négociations avec la Prusse, l'Espagne et les Pays-Bas, et présente, sur les bruits de paix auxquels ses négociations avaient donné lieu, un rapport qui est traduit dans toutes les langues. Il fait décréter enfin la réunion à la France de la Belgique, du pays de Liège et de la principauté de Bouillon.
Membre du comité des Cinq chargé, le 13 vendémiaire[pas clair], de pourvoir à la sûreté de la Convention face à une insurrection royaliste, il investit Paul Barras et Napoléon Bonaparte (en disgrâce depuis la chute de Robespierre) du commandement des troupes qui vont mater les insurgés.
Merlin de Douai a ensuite, comme rédacteur et rapporteur, la plus grande part au Code des délits et des peines, du 3 brumaire an IV[pas clair], qui réforme sur plusieurs points la législation criminelle : rédigé en 646 articles, ce code demeure en vigueur jusqu'en 1811, et passe en partie dans la législation impériale, sauf dans ses dispositions libérales, l'Empire ayant rétabli la confiscation, la marque et les peines perpétuelles.

### Période du Directoire (26 octobre 1795-9 novembre 1799)

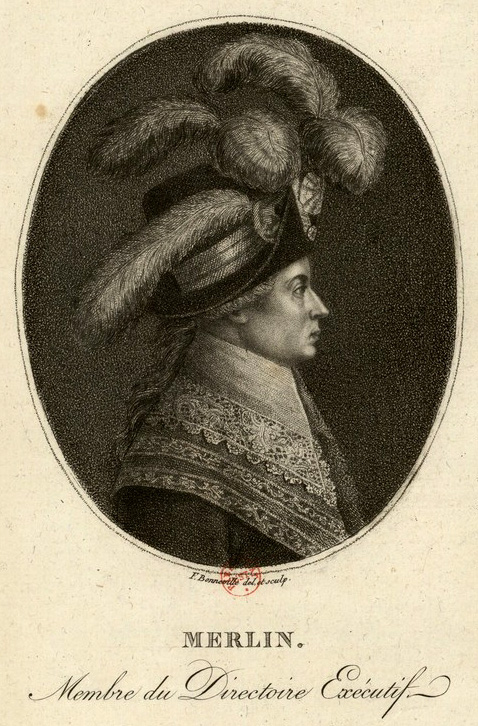
Merlin de Douai, membre du Directoire exécutif.
Estampe de François Bonneville, 1797.

Le 15 octobre 1795 (23 vendémiaire an IV), en vertu de la constitution de l'an III mise au point par la Convention thermidorienne, vingt-neuf départements élisent Merlin au conseil des Anciens. La constitution entre en vigueur le 26 octobre, début du régime du Directoire.
Le 3 novembre, le collège des directeurs le nomme ministre de la Justice, poste qu'il occupe jusqu'au 3 janvier 1796. Du 4 janvier au 4 avril 1796, il est ministre de la Police générale, mais son médiocre état de sa santé l'oblige à renoncer à ces fonctions, puis à reprendre le portefeuille de la Justice, du 10 février au 3 septembre 1797. Les royalistes lui reprocheront plus tard[réf. nécessaire] d'avoir montré trop de rigueur dans l'exécution des lois contre les émigrés.
Au lendemain du coup d'État du 18 fructidor an V (4 septembre 1797), organisé par trois directeurs à la suite du succès des royalistes aux élections législatives, il est nommé directeur en remplacement de François de Barthélemy. Dans cette haute fonction, il perd, semble-t-il[réf. nécessaire], de son prestige, et partage avec Jean-Baptiste Treilhard et La Révellière-Lépeaux la responsabilité de la plupart des actes qui sont le plus vivement reprochés au gouvernement.
La rupture du traité de Campo-Formio (conclu en 1797), la formation de la deuxième coalition (novembre 1798) contre la France, l'assassinat par des militaires autrichiens des ambassadeurs français au second congrès de Rastadt (mai 1799), mettent le comble au mécontentement public. Merlin et ces deux collègues sont contraints de se démettre, quatre mois avant que le coup d'État de Napoléon Bonaparte mette fin au Directoire.

### Période du Consulat et de l'Empire (novembre 1799-1815)
Retiré de la vie publique depuis le 18 juin 1799, il est étranger au coup d'État du 18 Brumaire an VIII  (9 novembre 1799) qui met le général Bonaparte, de retour de l'expédition d'Égypte, à la tête du gouvernement, en tant que Premier Consul (consul à vie en 1802, empereur des Français en 1804).
Merlin est d'abord considéré défavorablement[réf. nécessaire] par le nouveau régime, mais cette situation ne dure pas longtemps. Le 
Le 9 avril 1800, il est nommé substitut du commissaire du gouvernement près le tribunal de cassation, et en 1801, procureur général du tribunal de cassation, poste qu'il occupe jusqu'en 1814.
Sous l'Empire, il est nommé membre du comité pour les affaires de la couronne et du conseil pour les affaires du domaine privé de l'empereur ainsi que conseiller d'État à vie. Il est successivement fait chevalier de l'Empire (3 juin 1808), comte de l'Empire et grand officier de la Légion d'honneur (14 avril 1810), puis commandeur de l'ordre de la Réunion (créé en 1811).
Membre de l'Institut de France depuis le 10 décembre 1795 dans la classe des Sciences morales et politiques, il est élu le 28 janvier 1803, lors de la réorganisation de cette institution, membre de l'Académie française, où il occupe le fauteuil n° 28, succédant au maréchal prince Charles Juste de Beauvau-Craon.

### Période de la Restauration (1814-1830) et exil aux Pays-Bas

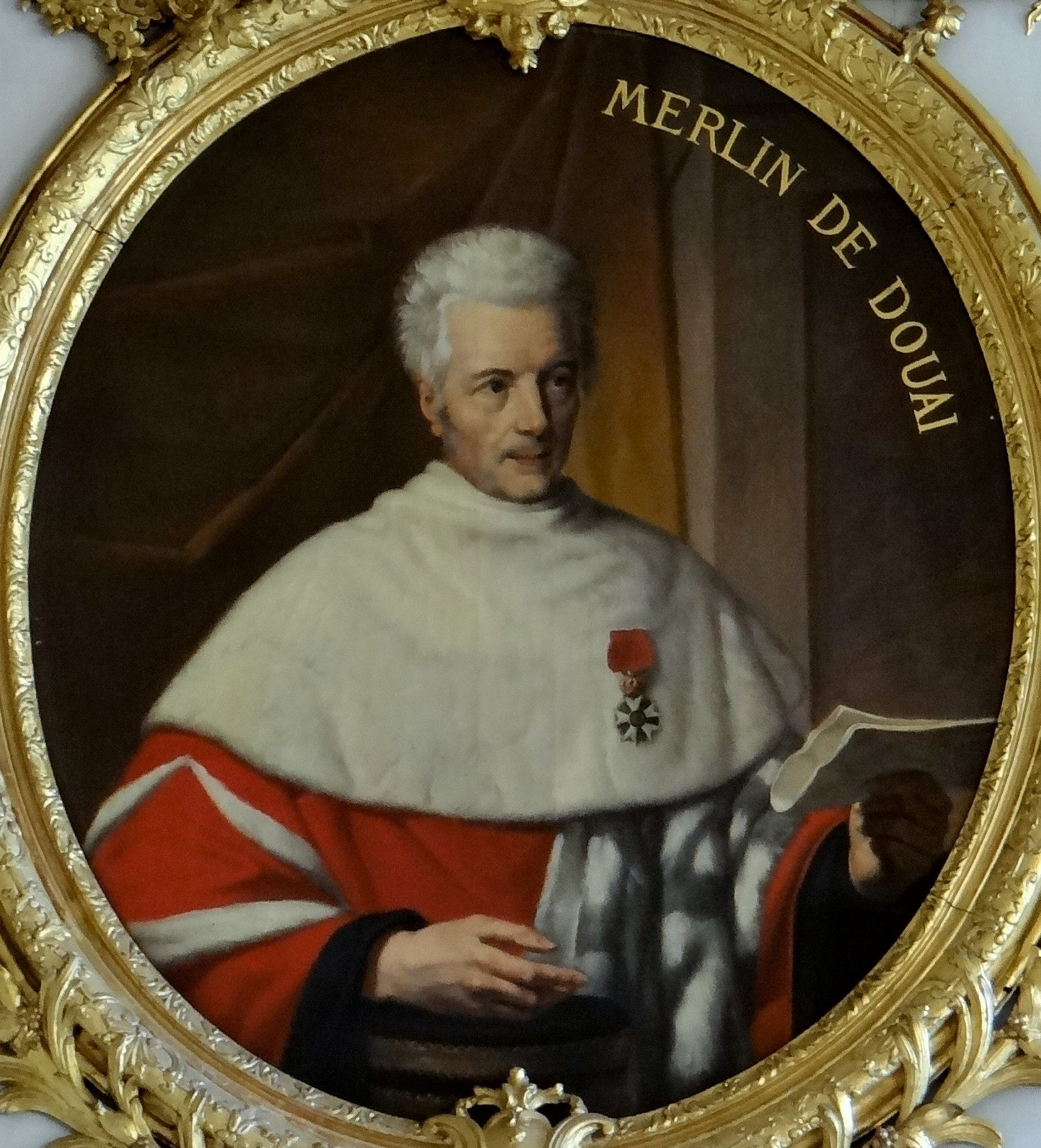
Portrait de Merlin de Douai, conservé au musée de l’Hôtel de Bourvallais.

#### Première Restauration et Cent-Jours (avril 1814-juin 1815)
Après la première abdication de Napoléon (avril 1814), l'avènement de Louis XVIII, frère de Louis XVI, marque le début de la Restauration (de la famille des Bourbons).
Merlin est destitué de ses fonctions à la cour de cassation, bien que son nom figure en tête de l'adresse de la cour au roi. Il se trouve de nouveau écarté de la vie publique.
Rappelé par Napoléon durant les Cent-Jours (mars-juin 1815), il est nommé ministre d'État et élu le 10 mai 1815 à la Chambre des représentants par l'arrondissement de Douai.
Mais Napoléon est de nouveau contraint d'abdiquer à la suite de la défaite de Waterloo et Louis XVIII rentre à Paris (seconde Restauration).

#### Départ en exil, expulsion des Pays-Bas et naufrage
Le 24 juillet 1815, il fait partie des trente-huit personnes exilées par ordonnance royale. Il est aussi exclu de l'Académie par l'ordonnance du 21 mars 1816 et remplacé par le comte Antoine-François-Claude Ferrand.
Il part pour le royaume uni des Pays-Bas, qui, depuis le congrès de Vienne, regroupe l'ex-royaume de Hollande (1806-1810) et les territoires néerlandais annexés par la France en 1794 (Pays-Bas autrichiens et principauté de Liège) dirigé par le roi Guillaume Ier, issu de la maison d'Orange-Nassau. Celui-ci, « sur les instances des puissances alliées de la France » (c'est-à-dire des vainqueurs de Napoléon), lui donne l'ordre de partir. Il s'adresse alors au Royaume-Uni, puis au royaume de Prusse, qui refusent de l'accueillir.
Ne pouvant espérer rester en Europe, il s'embarque pour les États-Unis avec son fils, Eugène François (né en 1778, général d'Empire). Parti d'Anvers, leur navire est pris dans une violente tempête à l'embouchure de l'Escaut. Ils sont recueillis en même temps que d'autres passagers sur une chaloupe de sauvetage qui les ramène au port tout proche de Flessingue. Cette situation de naufragé lui vaut la faveur d'être autorisé à résider dans le pays, sous un nom supposé[pas clair].

#### Séjour aux Pays-Bas (1815-1830)
Il va y rester pendant 15 ans, d'abord à Haarlem, puis à Amsterdam, tandis que son fils rentre en France en 1818, où il a quelques démêlés avec la justice à propos d'une supposée conspiration, mais est acquitté (1820-1821).
Durant cette période, Merlin travaille sur une refonte de ses Répertoire de jurisprudence et Questions de droit.
En juillet 1830, les Trois Glorieuses entrainent à Paris la chute de Charles X (aussi frère de Louis XVI), « roi de France et de Navarre », remplacé par le duc d'Orléans (cousin des Bourbons), qui devient Louis-Philippe Ier, « roi des Français », et rétablit le drapeau tricolore issu de la Révolution française comme emblème national.

### Retour en France (1830), mort et funérailles (1838)
Il rentre en France après les Trois Glorieuses. Les portes de l'Institut de France, dont il faisait partie depuis la fondation, lui sont rouvertes : il est nommé membre de l'Académie des sciences morales et politiques, à sa reconstitution en 1832.
Il meurt à Paris, âgé de quatre-vingt-quatre ans. Il est inhumé au cimetière du Montparnasse à Paris (16e division).

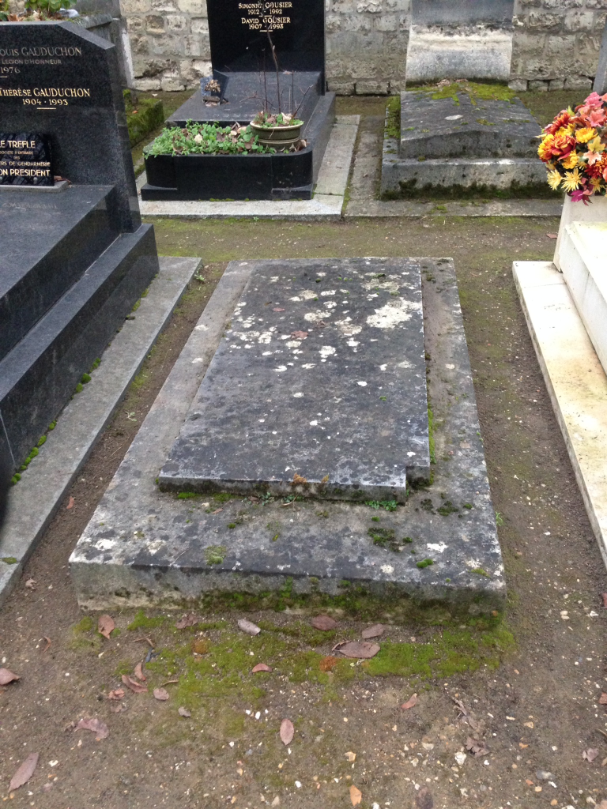
Sépulture de Merlin de Douai (cimetière du Montparnasse).

## Vie familiale

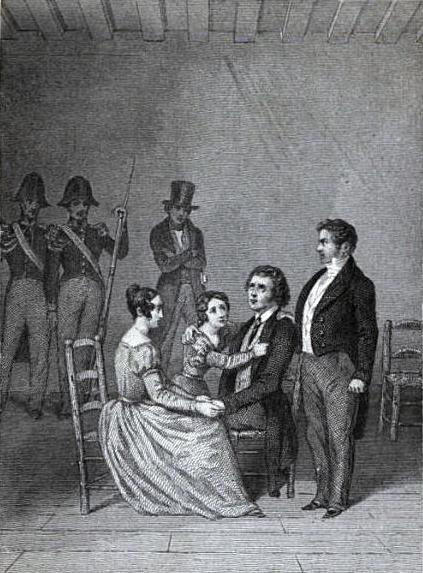
Pauline Andryane, née Merlin (à gauche), accompagnée de sa fille Louise et de son mari (à droite), rend visite à Alexandre Andryane, son beau-frère, incarcéré à Milan en janvier 1824.

Fils de Jean-Jacques Merlin, censier d'Arleux et de Gabrielle Delamotte, Philippe-Antoine Merlin épousa, le 21 janvier 1771, Brigitte Jeanne Joséphine Dumonceaux (née en 1749 à Douai- Décédée à Paris en 1812). Ensemble, ils eurent six enfants :
1. Antoine François Eugène (27 décembre 1778, Douai- 31 août 1854, Eaubonne), colonel au 1er de Hussards (1er septembre 1810), général de brigade (14 juillet 1813), lieutenant général (30 septembre, Légionnaire (1802), puis officier (1811), puis, commandeur (21 mars 1831), puis, Grand officier de la Légion d'honneur (1837), chevalier de Saint-Louis (février 1815), chevalier de l'Empire (lettres patentes du 20 juillet 1808), 2e comte Merlin (1838 : succession au majorat créé par son père par lettres patentes du 20 mars 1812) ;
2. Jacques François Benoît (5 octobre 1780-7 mai 1782, Douai) ;
3. Ursule Brigitte Marie (25 septembre 1782, Douai-5 mars 1858, Paris), mariée (sans postérité) avec Jean Baptiste Dubois de Crancé (1773-1800), chef de brigade du 1er régiment de chasseurs à cheval tué au passage du Rhin, puis, le 3 mai 1801, avec Alexandre Florent Joseph, comte d'Haubersart (1771-1855), dont postérité ;
4. Quentin Fortuné Augustin (8 novembre 1784-9 novembre 1784, Douai) ;
5. Jacques Aimé Joseph (15 mai 1786-15 mai 1786, Douai) ;
6. Aimée Pauline Joséphine (Paris, 3 décembre 1790 - ?)[17], épouse (vers 1815) de Louis Simon Andryane, frère aîné d'Alexandre Andryane, un célèbre prisonnier politique dont Pauline contribua à la libération. Louis Simon et Pauline Andryane eurent une fille, Louise. Cette dernière épousa Edmond Denis Charles Tarbé des Sablons (fils de Sébastien-André Tarbé des Sablons) : leur fils est le critique musical Edmond Tarbé des Sablons (1838-1900), fondateur, avec Henry de Pène, du Gaulois.

Veuf, il épousa en 1812 Isabelle-Caroline Rohart (née en 1762 et décédée le 26 février 1844 à Paris), sans postérité.

## Publications
Ses principaux ouvrages sont:
- Moyen de subvenir promptement aux besoins de l'État, & singulierement au remboursement du prix des offices dont la vénalité est supprimée, 1789
- Rapport fait au Comité des droits féodaux, le 4 septembre 1789, sur l'objet & l'ordre du travail dont il est chargé, 1789
- Recueil général de jurisprudence françoise, 1790
- Opinion de M. Merlin sur la nécessité de rendre le Tribunal de Cassation sédentaire, 1790
- Rapport fait à l'Assemblée nationale au nom du comité de féodalité le 8 février 1790, 1790
- Opinion de Philippe-Antoine Merlin ... sur le procès de Louis XVI, 1793
- Projet de décret, présenté au nom du Comité de législation, par Ph. Ante. Merlin (de Douay), sur la manière de faire le procès aux fonctionnaires prévenus de malversations relatives aux biens nationaux, 1793
- Pieces justificatives a joindre au rapport du citoyen Merlin de Douai, sur l'affaire des citoyens Sanguin, 1794
- Ph. Ant. Merlin, membre de l'Institut national, au Conseil des cinq-cents, 1798
- Répertoire universel et raisonné de jurisprudence, 4e éd., 1812 et années suivantes, 17 vol. in-4°; sur  Gallica, la bibliothèque numérique de la BnF.
- Recueil alphabétique des questions de droit, 15e éd., 1819-1820, 6 vol. in-4°.

Il est l'un des collaborateurs du Répertoire de jurisprudence de Guyot, des Arrêts de la Cour de cassation, et de l'Encyclopédie moderne de Courtin.

## Titres

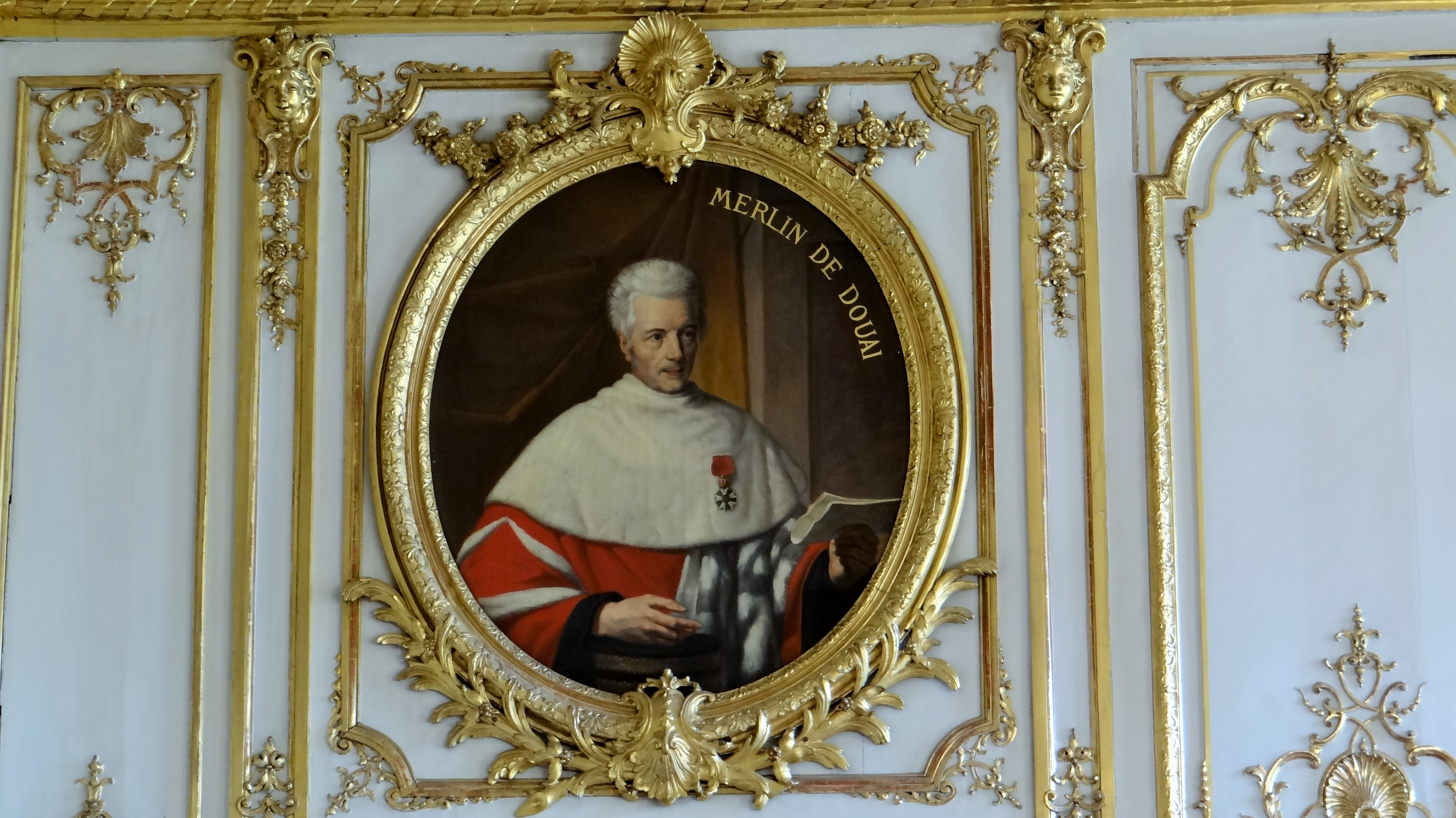
Merlin de Douai, Paris, Hôtel de Bourvallais.

- Chevalier de l'Empire (lettres patentes du 8 mai 1808) ;
- 1er Comte Merlin de Douai et de l'Empire (lettres patentes du 14 avril 1810) ;
- Majorat sur un domaine de 8 000 francs de revenu (lettres patentes du 20 mars 1812) ;
- Donataire (revenus : 12 000 francs) sur le Canal du Midi (16 janvier 1810) et en [Illyrie] (1er janvier 1812) ;

## Décorations
- Légion d'honneur :
  - Commandant (1806), puis,
  - Grand officier de la Légion d'honneur (14 avril 1810) ;
- Ordre de la Réunion :
  - Commandeur (1813).

## Armoiries
| Figure | Blasonnement |
|        | Armes de chevalier de l'Empire (1808) D'hermine, mantelé d'azur ; au chevron de gueules brochant chargé de l'insigne des chevaliers légionnaires. |
|        | Armes du 1er Comte Merlin de Douai et de l'Empire (1808) D'hermine, mantelé d'azur ; au franc-quartier de comte conseiller d'État,.               |